# Эмбало, Умару
У́мару Эмбало́ (порт. Úmaro Embaló; родился 6 мая 2001) — португальский футболист, нападающий.

## Клубная карьера
Выступал за юношеские команды португальских клубов «Оэйраш» и «Бенфика». В сезоне 2017/18 помог молодёжной команде «Бенфики» выиграть чемпионат Португалии среди юношей до 19 лет. В сезоне 2019/20 стал финалистом Юношеской лиги УЕФА, уступив в финальном матче мадридскому «Реалу». С 2018 по 2022 год провёл за «Бенфику B» (резервную команду «Бенфики») 59 матчей и забил 6 голов в рамках второго дивизиона чемпионата Португалии; в основном составе «Бенфики» при этом так и не сыграл.
31 августа 2022 года перешёл в нидерландский клуб «Фортуна Ситтард», подписав контракт до 2026 года. 17 сентября 2022 года дебютировал за «Фортуну» в матче Эредивизи против «Эксельсиора».
28 января 2025 года до конца сезона перешёл на правах аренды в португальскую «Виторию».

## Карьера в сборной
Родился в Гвинее-Бисау, но выступал за сборные Португалии до 16, до 17, до 18 и до 19 лет.